# Pfarrkirche Pabneukirchen

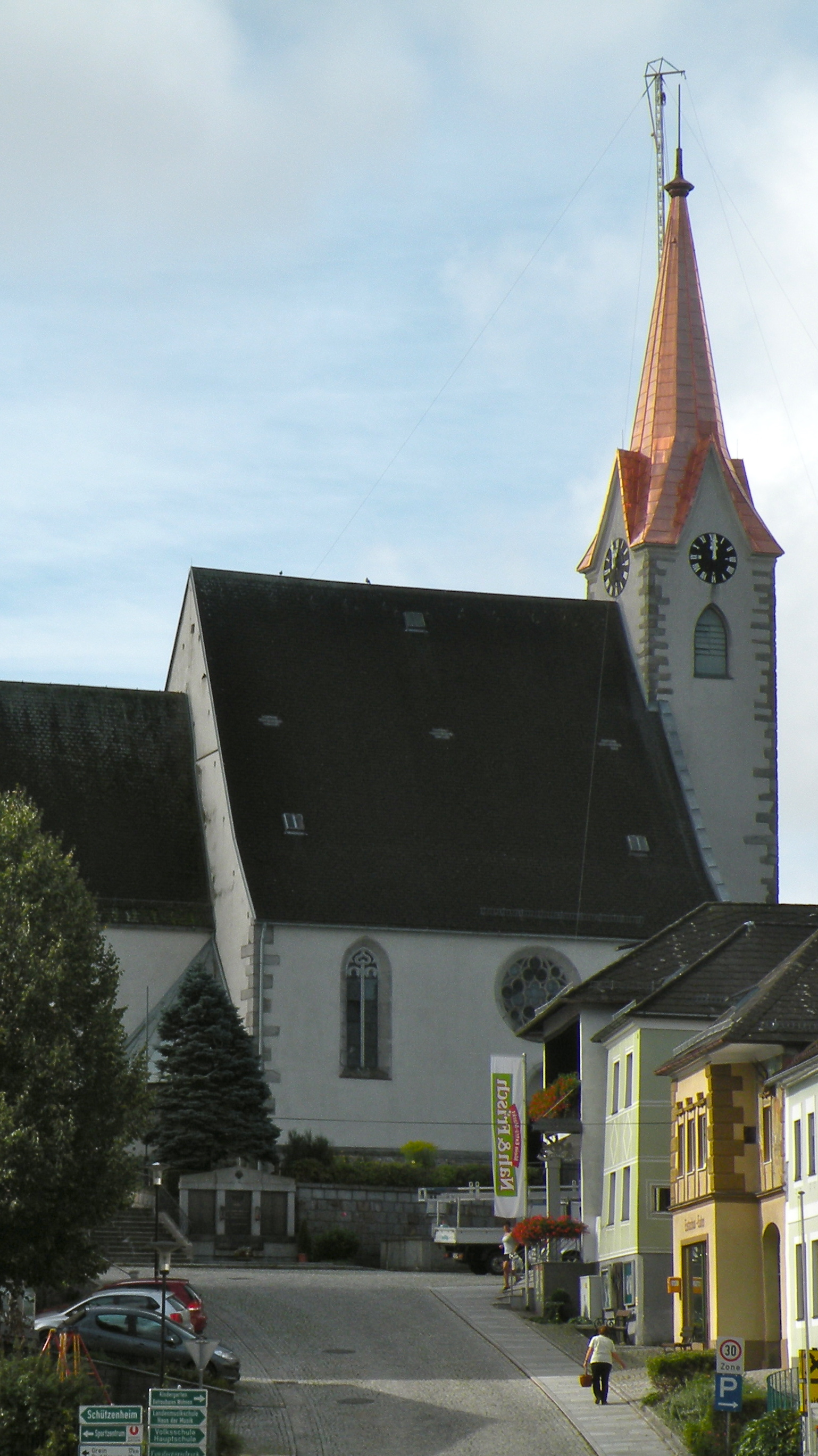
Pfarrkirche Pabneukirchen

Die Pfarrkirche Pabneukirchen steht in der Marktgemeinde Pabneukirchen im Bezirk Perg. Die Kirche aus der Zeit um 1500 gilt als eine der schönsten gotischen Kirchen in Oberösterreich und steht unter Denkmalschutz. Die den Heiligen Märtyrern Simon und Judas geweihte Pfarrkirche gehört zum Dekanat Grein in der Diözese Linz.

## Geschichte
Otto von Machland stellte 1147 die Kirche in Pabneukirchen gemeinsam mit etlichen anderen Mühlviertler Pfarren unter das Patronat des von ihm gestifteten Klosters Säbnich (später Waldhausen). 1220 verfügte die Kirche über vollständige Pfarrrechte. Im 14. Jahrhundert hatten die Kapeller, im 15. Jahrhundert die Liechtensteiner das Patronat. Von den Liechtensteinern kam das Patronat an das Kloster Pulgarn, nach Auflösung des Klosters während der Reformation 1567 an die Herrschaft Pulgarn und von dieser 1609 bzw. 1612 an die Jesuiten und 1837 an das Stift Sankt Florian.

## Kirchengebäude und Einrichtung
Anstelle einer Holzkirche dürfte man zur Zeit von Bischof Altmann († 1091) eine romanische Kirche erbaut haben, die während der Zeit der Hussitenkriege (1425–1431) zerstört worden ist und von der noch Reste an der Stirnwand der Kirche und im Sockel des Turms erkennbar sind.
Das Ende des 15., Anfang des 16. Jahrhunderts entstandene spätgotische Bauwerk verfügt überein dreischiffiges Langhaus mit bemerkenswerter zentralisierender Raumwirkung, die durch die Netzrippengewölbe und achteckigen Pfeiler verstärkt wird.
Die Orgelempore wird von drei waagerechten, aus Keilsteinen gebildeten, Trägern getragen. Die zwölf Felder der Emporenbrüstung sind von spätgotischen bzw. renaissancehaften Rosetten geschmückt. Der Balkon ist besonders zart durchgebildet.
Der Hochaltar vom Ende des 17. Jahrhunderts mit einem Kreuzbild stammt aus dem aufgelassenen Kloster Waldhausen.
Neben einigen Bildern (Herabkunft des Heiligen Geistes, Der Auferstandene) von Josef Czerwenka (1809) sind der Granittaufstein aus dem 15. Jahrhundert und der Kreuzweg von Ludwig Linzinger erwähnenswert.
1968 wurde ein um 1350 entstandenes Fresko mit der Darstellung der Arma Christi an der Wand oberhalb der Sakristei wiederentdeckt, das als wichtiges Zeugnis mittelalterlicher Frömmigkeit gilt. Eine Kopie wurde vom polnischen Flüchtling Piotr Listkiewicz erstellt und im Altarraum der Kirche angebracht.